# Зарер
Зарир (авест. Заривари, Зариварай; др.-греч. Зариадр; ср.-перс. Зарир; перс. زرير‎ - Зарир) — герой иранского эпоса и «Шахнаме». Доблестный воин, почти неуязвимый, но сражённый вражеским колдуном.

## В «Авесте»
Его имя названо в «Ардвисур-яште» вслед за Виштаспой. «Смелый конник» Заривари приносил жертву в 100 коней, 1000 быков и 10000 овец Ардвисуре у воды Датии, прося богиню о победе над служителем дэвов Хумаякой и над Арэджатаспой, служителем Друджа, и Ардвисуре даровала ему удачу. Его фраваши названы в перечне «Фравардин-яшта».

## В рассказеХарета
Рассказ греческого писателя IV века до н. э. Харета из Митилены из книги X «Истории Александра» сохранился в изложении Афинея. По Харету, этот рассказ очень известен у азиатских жителей, и сказание изображали на картинах.
Ираном правили два брата, родившиеся от Афродиты и Адониса: Гистасп — Мидией, а его младший брат Зариадр — областью выше Каспийских ворот до Танаиса (то есть, по Фраю, Восточным Ираном). Одатида, единственный ребёнок царя маратов Омарта (правившего по другую сторону Танаиса), была красивейшей женщиной Азии, Зариадр тоже был красив. Они полюбили друг друга, увидев во сне. Он посватался к Одатиде, но Омарт не захотел отдать единственную дочь замуж за иноземца.
Однажды на пиру Омарт приказал дочери выбрать жениха среди присутствующих, подав ему золотую чашу с вином. Она отказалась и сообщила Зариадру, что близится её свадьба. Зариадр, который стоял с войском на Танаисе, быстро отправился к ней на колеснице и в скифской одежде проник во дворец, Одатида узнала того, кого видела во сне, подала ему чашу, и тот увёз царевну от отца.

## В «Предании о сыне Зарера»
Зарер — один из главных героев восходящего к парфянскому тексту среднеперсидского сочинения «Предание о сыне Зарера» («Ядгар Зареран»). Аржасп, царь хионитов, требует от царя Виштаспа отказаться от маздаяснийской веры. Брат Виштаспа, полководец Зарер, составляет послание Аржаспу о готовности воевать и назначает местом сражения равнину страны Мерва (§ 17-21). По приказу Виштаспа Зарер собирает огромное иранское войско (§ 23-31).
Придворный (бидахш) Джамасп предсказывает, что в грядущей битве многие иранцы, включая Зарера (§ 48), погибнут. Тогда Виштасп хочет запретить участвовать в битве тем героям, которым Джамасп предсказал гибель, но понимает, что без них победы не одержать. Зарер со своим войском обещает убить 15 мириад хионитов (§ 55, 64).
Когда начинается битва, Зарер доблестно сражается и убивает многих врагов (§ 70). 

 И сильный полководец, храбрый Зарер, бросается в бой подобно тому, как огонь падает в камыши еще и поддерживаемый ветром. Когда (Зарер) ударяет мечом перед (собой) — он убивает 10, а когда взмахивает (им) позади (себя) — 11 хионитов. Когда он испытывает голод или жажду, то, увидев кровь хионитов, насыщается
Видя его подвиги, Аржасп обещает тому, кто убьёт его, в жены свою дочь Заррстун (§ 71-72). Колдун Видрафш берёт копьё («изготовленное дэвами в аду с помощью зла и яда») и убивает Зарера из засады ударом в спину ниже кушака.
Виштасп обещает мстителю за Зарера свою дочь Хумай. Никто не готов отомстить, кроме семилетнего сына Зарера Баствара. Тот оплакивает отца (§ 84-87; в этом плаче сохранились парфянские грамматические формы), просит у Виштаспа старого отцовского коня и выходит на бой. Видрафш садится на коня с железными копытами (которого он забрал у убитого Зарера) и выступает на бой, но Баствар убивает его выстрелом из лука и снимает с него «золотую одежду» Зарера (§ 101—106).

## В пехлевийских текстах
Другие пехлевийские тексты содержат лишь беглые упоминания. В «Бундахишне» Зарир — сын Кай Лохраспа и брат Виштаспа, «Денкард» называет Зарира среди принявших новую религию.

## Образ в «Шахнаме»
В поэме Дакики и Фирдоуси Зерир — сын Лохраспа и младший брат Гоштаспа. Его жена не упоминается, а связанный с ней любовный мотив перенесён на Кетаюн, жену Гоштаспа (см. статью о нём).
Когда Гоштасп впервые ссорится с отцом и уезжает, Зерир настигает брата и уговаривает его не ехать в Хинд, а вернуться к отцу.
Когда румийский кейсар требует дани от иранского царя, а Лохрасп догадывается, что Гоштасп находится в Руме, он отправляет Зерира послом к кейсару. Тот привозит послание от отца и в речи к кейсару называет Гоштаспа изменником. Гоштасп едет в иранский стан, где беседует с Зериром. Тот уговаривает его перейти на сторону иранцев, и Лохрасп возлагает на Гоштаспа венец.
Когда Зердешт начинает проповедовать новую веру, Зерир принимает её одним из первых, вслед за Гоштаспом. Зерир участвует в царском совете и составляет текст послания, которое Гоштасп направляет туранскому царю Эрджаспу. Начинается война между Ираном и Тураном.
Джамасп предсказывает Гоштаспу исход сражения, включая гибель Зерира. Во время битвы Зерир совершает ряд подвигов. Эрджасп обещает свою дочь в награду за его голову. Туранский колдун Бидрефш из засады поражает Зерира отравленным мечом.
Гоштасп оплакивает брата и обещает дочь в награду тому, кто отомстит за его смерть. Сын Зерира Нестур, получив от царя коня Бехзада, готовится отомстить за отца и выходит на бой. Исфендиар, придя на помощь Нестуру, сражает Бидрефша, снимает с него неуязвимые доспехи Зарера и добивает мечом.